# Orejana
Orejana ist eine Gemeinde in der spanischen Provinz Segovia. Sie liegt im Süden der Autonomen Region Kastilien und León, an der Nordwestabdachung der Sierra de Guadarrama. Sie hat 62 Einwohner (Stand: 2024). Die Gemeinde besteht aus den Ortschaften Sanchopedro, Revilla, El Arenal und Orejanilla sowie der Wüstung La Alameda. Der Verwaltungssitz befindet sich in El Arenal.

## Geographie
Orejana liegt etwa 35 Kilometer westnordwestlich vom Stadtzentrum von Segovia in einer Höhe von ca. 1130 m. 
Orejana befindet sich innerhalb der Zone des kontinentalen mediterranen Klimas.

## Bevölkerungsentwicklung
| Jahr      | 1970 | 1981 | 1991 | 2001 | 2011 | 2021 |
| Einwohner | 208  | 157  | 126  | 92   | 75   | 66   |

## Sehenswürdigkeiten
- Johannes-der-Täufer-Kirche in revilla de Orejana
- Heilig-Geist-Kirche in Orejanilla
- Raimunduskapelle
- Gregoriuskapelle

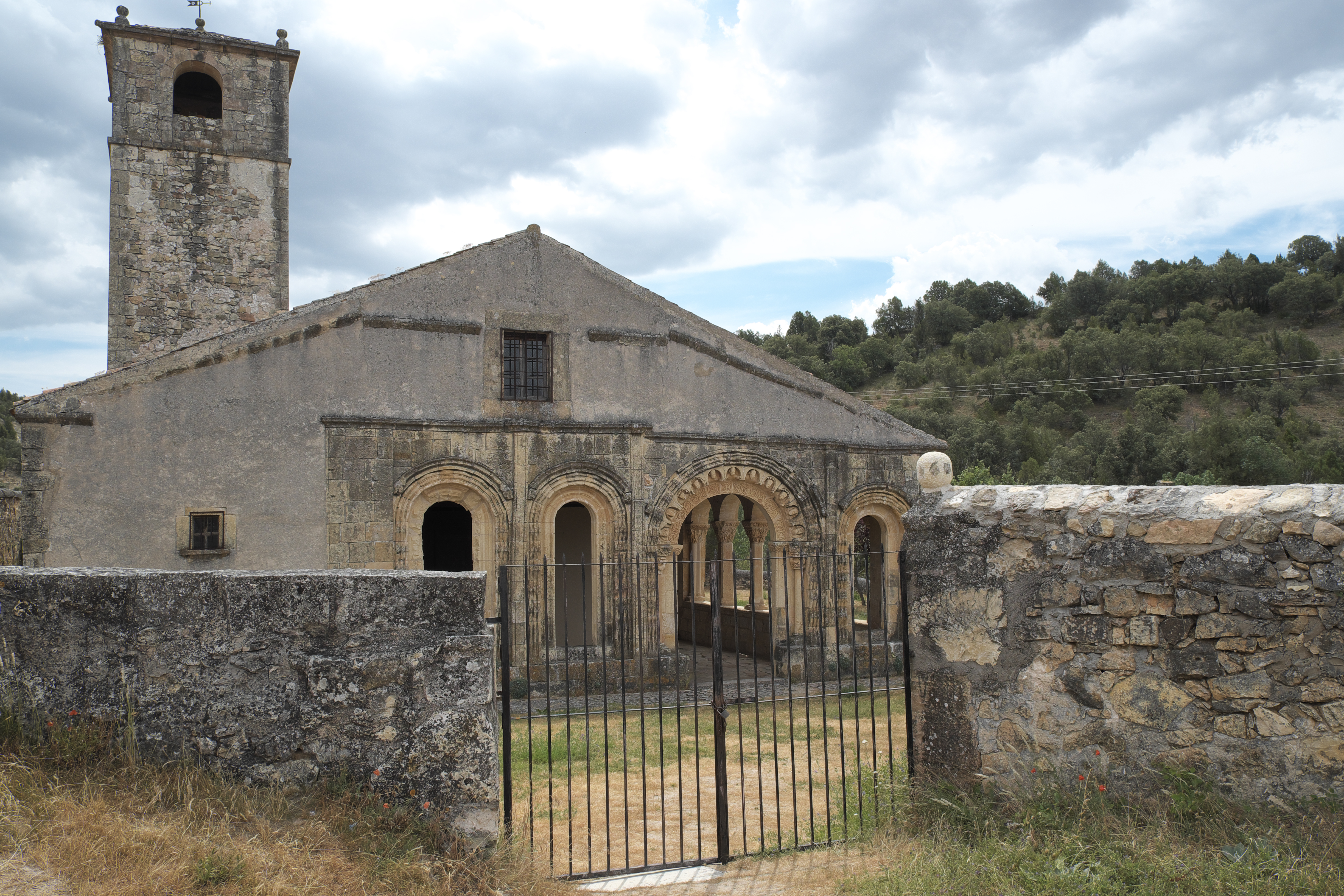
Johannes-der-Täufer-Kirche
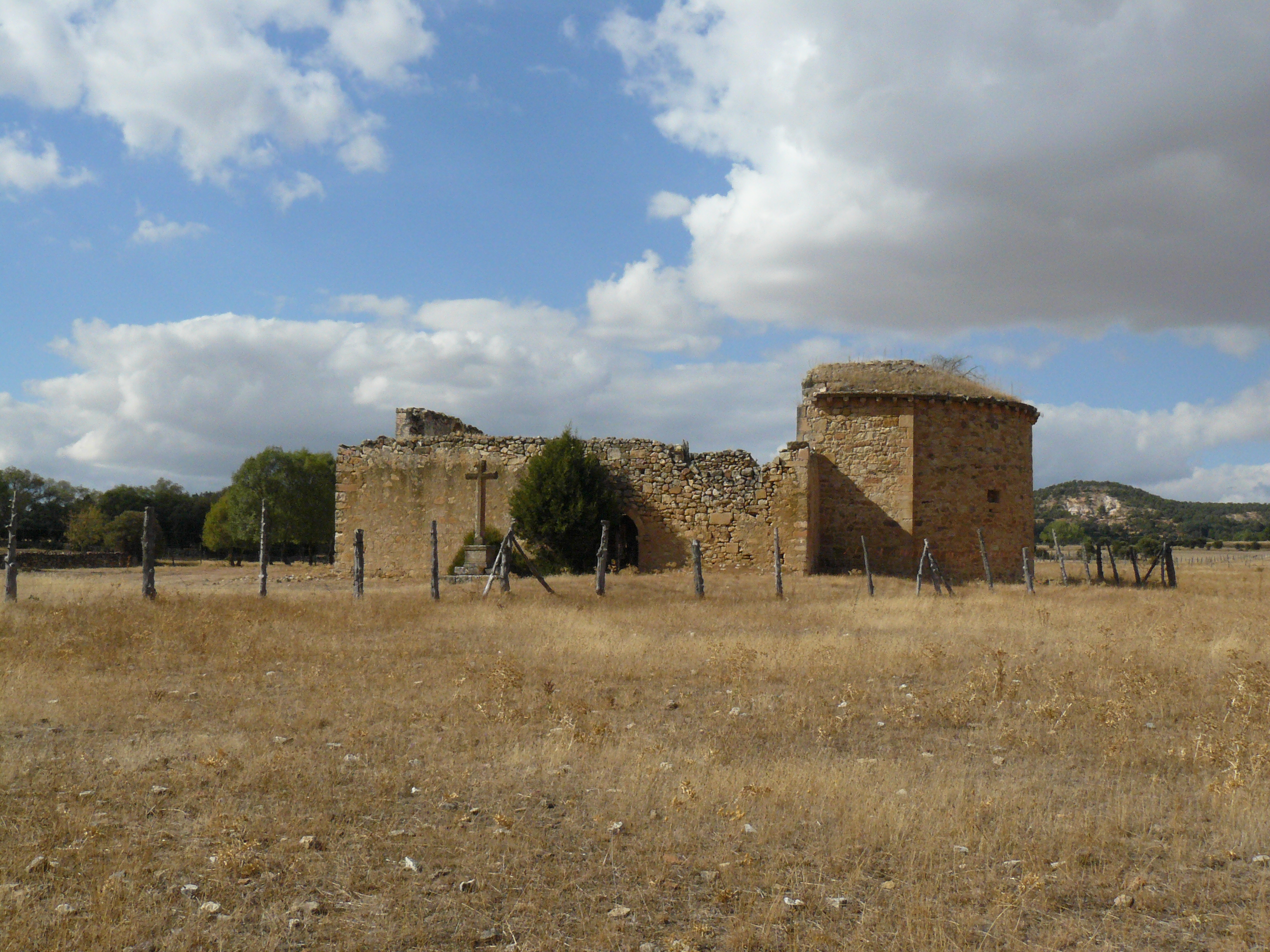
Heilig-Geist-Kirche